# Egesina subfasciata
Egesina subfasciata är en skalbaggsart som först beskrevs av Maurice Pic 1926.  Egesina subfasciata ingår i släktet Egesina och familjen långhorningar.
Artens utbredningsområde är Laos. Inga underarter finns listade i Catalogue of Life.